# Pact (gemeente)
Pact is een gemeente in het Franse departement Isère (regio Auvergne-Rhône-Alpes) en telt 642 inwoners (1999). De plaats maakt deel uit van het arrondissement Vienne.

## Geografie
De oppervlakte van Pact bedraagt 9,8 km², de bevolkingsdichtheid is 65,5 inwoners per km².
De onderstaande kaart toont de ligging van Pact (gemeente) met de belangrijkste infrastructuur en aangrenzende gemeenten.

## Demografie
Onderstaande figuur toont het verloop van het inwonertal (bron: INSEE-tellingen).